# Andrònic Comnè (fill de Joan II)
Andrònic Comnè (Ἀνδρόνικος Κομνηνός, Andrónikos Komninós) (ca. 1108-1142) fou el tercer fill (el segon mascle) de l'emperador romà d'Orient Joan II Comnè i la seva dona, Irene d'Hongria. Quan el seu germà gran, Aleix Comnè, fou coronat coemperador el 1122, Andrònic i els altres germans foren nomenats sebastocràtors pel seu pare. El 1142, durant una campanya de Joan II al sud d'Anatòlia, Aleix morí inesperadament i Andrònic, a qui li havia estat encarregat retornar el cos del seu germà a Constantinoble, també perdé la vida dies després. Un altre germà, Isaac, que també formava part de la host imperial i havia rebut l'encàrrec d'escortar les despulles d'Aleix juntament amb Andrònic, portà els cossos dels seus germans a la capital de l'Imperi, on foren enterrats al monestir del Pantocràtor.